# Leonardo Domenici
Leonardo Domenici (født 12. juli 1955) er en italiensk politiker, som var borgmester i Firenze fra 1999 til 2009 og medlem af EU-parlamentet for Partito Democratico (S&D) siden EU-Parlamentsvalget 2009.